# Gain/Nga

Der Buchstabe in isolierter Form

Das Gain oder Nga (ڠ, in verbundener Form ڠڠڠ) ist ein Sonder- oder Zusatzzeichen des Arabischen Alphabetes. Man kann es als Ableitung des Ghain (غ) verstehen. Es hat über dem Grundmorphem, das alleine den Buchstaben ʿAin bildet, drei Punkte statt nur einem.

## Ausspracheg
In manchen arabischen Wörterbüchern und Atlanten dient es zur Bezeichnung des Lautes g, der im klassischen Arabisch nicht existiert. Im ägyptischen Arabisch ist [⁠g⁠] die übliche Aussprache des Buchstabens Dschīm (ج). Im Maghrebinischen Arabisch verwendet man zur Darstellung des g-Lautes hingegen das gemeinsame Grundmorphem der Buchstaben Qāf (ق) oder Kāf (ک) mit drei Punkten, (ڨ) oder (ݣ). Im Persischen wird der Laut g mit dem vom Kāf (ك, persische Form ک, wie am Wortanfang) abgeleiteten Gaf (گ, mit doppeltem Oberstrich) wiedergegeben.

## Ausspracheŋ
In der Jawi-Schrift, einem erweiterten arabischen Alphabet, das für das Malaiische verwendet wird, stellt das Zeichen unter der Bezeichnung Nga den stimmhaften velaren Nasal (IPA: [⁠ŋ⁠], wie in deutsch Sänger) dar, der im Arabischen nicht vorkommt. Ein anderer arabischer Buchstabe mit ähnlichem Lautwert ist das Ñef (ڭ), das im Osmanischen Alphabet und den davon abgeleiteten Alphabeten der Turksprachen vorkommt.